# Delclosia
Delclosia (Rabadà, 1993) — вимерлий рід прісноводних креветок родини Atyidae, що складався з двох видів. Відбитки Delclosia було знайдено на території Іспанії (Лас Гояс та Серра дель Монсек) у вапняках, що відповідали періоду ранньої крейди. Було проаналізовано близько 60 зразків, що належали Автономному університету Мадрида, доктору Армандо Діасу Ромералю, дослідницькому інституту Льєйди та деяким іншим науковим організаціям. Зразки мали малі розміри, від декількох міліметрів до декількох сантиметрів, з вусиками та без. Тіло стиснуте з боків.

## Види
- Delclosia martinelli Rabadà, 1993
- Delclosia roselli Via, 1971

Відбитки Delclosia roselli знайдені у вапняках, що відповідали пізньому беріасу — ранньому валанжину, тоді як знайдені зразки Delclosia martinelli відповідали ранньому барему.